# سینما مراد
سینما مراد یک سالن سینما در شهر تهران بود که در محل میدان امام حسین این شهر قرار داشت.

## تاریخچه
سینما مراد در سال ۱۳۳۲ توسط حبیب‌الله خان مراد تأسیس شد. پس از وی این سینما با مدیریت برادرش همایون مراد به فعالیت خود ادامه داد. مکان این سینما در میدان امام حسین (فوزیه سابق) قرار داشت. سینما مراد در سال ۱۳۸۳ پس از اکران فیلم مهمان مامان به دلیل ساخت ایستگاه متروی میدان امام حسین توسط شهرداری تهران خریداری و تخریب شد.